# Сосьва Нова
Сосьва́ Нова (рос. Сосьва Новая) — селище у складі Сосьвинського міського округу Свердловської області.
Населення — 21 особа (2010, 75 у 2002).
Національний склад населення станом на 2002 рік: росіяни — 96 %.